# Johann Christoph Moser

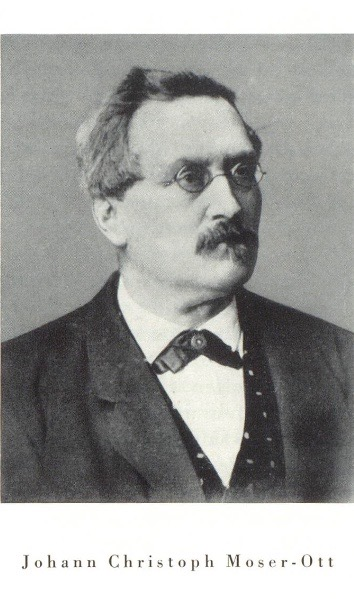
Johann Christoph Moser

Johann Christoph Moser, auch Moser-Ott, (* 21. Juni 1819 in Schaffhausen; † 2. September 1911 ebenda, heimatberechtigt in Schaffhausen) war ein Schweizer Politiker.

## Biografie
Johann Christoph Moser wurde am 21. Juni 1819 als Sohn des Zeugschmieds Johannes Moser und der Barbara geborene Vogel in Schaffhausen geboren. Nach dem Besuch des Gymnasiums in Schaffhausen absolvierte er eine Lehre als Zeugschmied in Winterthur, anschliessend begab er sich von 1838 bis 1842 auf Wanderschaft nach Deutschland, Frankreich und Osteuropa.
In den Jahren 1842 bis 1846 leitete er die väterliche Eisenhandlung in Schaffhausen. In Folge war Moser von 1846 bis 1848 als Beamter der Stadtkanzlei, von 1858 bis 1864 als Polizeisekretär sowie von 1858 bis 1864 als Registrator beschäftigt.
Daneben fungierte er 1863 als Mitgründer der Dampfschiffahrtsgesellschaft für den Untersee und Rhein sowie 1872 der Mechanischen Bindfadenfabrik Schaffhausen in Flurlingen. Zwischen 1866 und 1898 stand Moser der Wasserwerk-Gesellschaft als Präsident vor. Moser setzte sich zudem für den Bau des nach dem Schaffhauser Industriellen Heinrich Moser benannten Moser-Damms ein, der die Schaffhauser Industrie mit Wasserkraft versorgte. Des Weiteren förderte er den Anschluss der Stadt an die Eisenbahn.
Johann Christoph Moser, der 1842 Anna Elisabeth, die Tochter des Verwalters der Schaffhauser Strafanstalt Johannes Ott, heiratete, verstarb am 2. September 1911 wenige Monate nach Vollendung seines 92. Lebensjahres in Schaffhausen.

## Politische Laufbahn
Auf Gemeindeebene  gehörte Moser von 1861 bis 1873 und 1876 bis 1884 dem Grossstadtrat, den er 1865 bis 1866 präsidierte, an. Auf kantonaler Ebene wirkte er zwischen 1862 und 1867 sowie 1872 und 1875 im Schaffhauser Kantonsrat und zwischen 1867 und 1872 sowie 1875 und 1906 als Polizei- und Baudirektor im Regierungsrat, den er sechsmal präsidierte. Dazu war er von 1873 bis 1876  sowie von 1895 bis 1899 im Verfassungsrat vertreten und amtierte ausserdem von 1874 bis 1876 als Präsident der Einwohnergemeinde.

## Werk
- Erinnerungen aus meinem Lebenslauf, Manuskript 1909, im Stadtarchiv Schaffhausen;